# Echinorhynchus serpentulus
Echinorhynchus serpentulus är en hakmaskart som beskrevs av Johann Friedrich Carl Grimm 1870. Echinorhynchus serpentulus ingår i släktet Echinorhynchus och familjen Echinorhynchidae. Inga underarter finns listade i Catalogue of Life.